# 大島隆明
大島 隆明（おおしま たかあき、1954年7月28日 -）は、日本の元弁護士、元裁判官。金沢地方裁判所長、東京高等裁判所部総括判事等を歴任した。裁判官在職中は主に刑事裁判を担当し、東京高裁部総括時代には、オウム真理教事件の菊地直子被告人の第二審、袴田事件再審請求即時抗告審の審理などを担当した。

## 経歴
- 1973年(昭和48年)3月 - 東京教育大学附属中学校・高等学校（現・筑波大学附属中学校・高等学校）卒業
- 東京大学法学部卒業
- 1978年(昭和53年)4月 - 司法修習生（32期）
- 1980年(昭和55年)4月 - 弁護士
- 1981年(昭和56年)10月1日 - 岡山地方裁判所判事補
- 1983年(昭和58年)4月8日 - 岡山地方裁判所判事補・岡山簡易裁判所判事
- 1984年(昭和59年)4月1日 - 東京地方裁判所判事補・東京簡易裁判所判事
- 1986年(昭和61年)4月1日 - 最高裁判所事務総局民事局付（東京地方裁判所判事補・東京簡易裁判所判事）
- 1988年(昭和63年)4月1日 - 福岡地方・家庭裁判所判事補・福岡簡易裁判所判事
- 1990年(平成2年)4月8日 - 福岡地方・家庭裁判所判事・福岡簡易裁判所判事
- 1991年(平成3年)4月1日 - 東京地方裁判所判事・東京簡易裁判所判事
- 1993年(平成5年)4月8日 - 東京地方裁判所判事
- 1994年(平成6年)4月1日 - 司法研修所教官（東京地方裁判所判事）
- 1998年(平成10年)4月3日 - 大阪地方裁判所判事
- 1999年(平成11年)4月1日 - 大阪地方裁判所部総括判事
- 2001年(平成13年)4月1日 - 東京高等裁判所判事
- 2003年(平成15年)8月15日 - 東京地方裁判所部総括判事
- 2006年(平成18年)12月20日 - 横浜地方裁判所部総括判事
- 2012年(平成24年)6月2日 - 金沢地方裁判所所長
- 2013年(平成25年)8月2日 - 東京高等裁判所部総括判事
- 2018年(平成30年)8月3日 - 依願退官

## 人物
- 1980年4月から翌年9月まで1年半に渡って弁護士を経験してから裁判官に任官した。同様に、若干年の弁護士経験を経て裁判官に任官した者として、設樂隆一が挙げられる。
- 司法修習の同期に菅野博之、綿引万里子などがいる。修習生時代は紅顔の美少年であった。

## 主な判決
東京地裁部総括判事として
横浜地裁部総括判事として
- 2008年10月31日、横浜事件で治安維持法違反により有罪判決を受けた者の遺族が申し立てた第4次再審請求に対し、再審の開始を決定した。
- 2009年3月30日、横浜事件の再審において、被告人に免訴を言い渡した。横浜事件は以前にも横浜地方裁判所で再審が開かれたことがあるが、その際も免訴判決がなされ最高裁判所で確定していたため、2度目の免訴判決となった。
- 2010年2月4日、前述の横浜事件の再審で免訴判決を受けた5人について、総額約4700万円の刑事補償を認める決定をした[1]。決定中、特高警察による拷問を用いた捜査について、「故意に匹敵する重大な過失があったと言わざるを得ない」と認定した[2]。

東京高裁部総括判事として
- 2015年11月27日、オウム真理教事件で殺人未遂幇助罪に問われた菊地直子被告人の控訴審で、懲役5年を言い渡した一審判決を破棄し、無罪を言い渡した[3]。この判断は、2018年1月5日、最高裁判所で確定している[4]。
- 2018年6月11日、袴田事件で死刑が確定している袴田巌の再審請求に係る即時抗告審において、再審開始を決定した静岡地方裁判所の決定を取り消し、再審を開始しない決定をした[5]。ただし、刑の執行停止及び拘置の執行停止については取り消さなかった。これにより、再審開始決定がなされていないのに死刑確定者が収監されていない、という状況が発生していた。弁護側が特別抗告をしたため、本件は最高裁判所に係属していたが、2020年12月22日付で、本決定を取り消し、東京高等裁判所に差し戻す決定をした[6]。
- 2018年7月30日、伊東市干物店強盗殺人事件の被告人について、死刑判決を言い渡した一審判決を維持し、被告人の控訴を棄却した[7]。

## 著書
- 司法研修所『裁判員裁判における量刑評議の在り方について』法曹会、2012年。ISBN 9784908108198。
- 井上正仁監修『裁判例コンメンタール刑事訴訟法 第1巻』立花書房、2015年。ISBN 9784803724752。
- 井上正仁監修『裁判例コンメンタール刑事訴訟法 第2巻』立花書房、2017年。ISBN 9784803724769。